# Circular mil
circular mil gilt als eine kleine englische Flächeneinheit und wird vorrangig zur Querschnittsbestimmung von Drähten und Kabeln verwendet. Das angloamerikanische Maß ist gleich der Fläche eines Kreises mit einem Durchmesser von einem mil, dem 1000. Teil des Inches (0,001 Inch).
- 1 circular mil = 0,0005067 Quadratmillimeter = 5,067075 × 10−4 Quadratmillimeter
- 1 circular mil = π⁄4 × 10−6 Quadratzoll= 7,853982 × 10−7 Square-Inch
- 1 circular mil = 0,7853982 Square-mil

Üblich in Bezug auf größere Leitungsstärken ab 0000 AWG ist auch die Verwendung von kcmil (= 1000 cmil).